# Wagen
Wagen (toponimo tedesco) è un quartiere della città svizzera di Rapperswil-Jona, nel Canton San Gallo (distretto di See-Gaster).

## Geografia fisica
Wagen si trova sulla sponda nordorientale del lago di Zurigo, presso la collina Curtiberg.

## Storia

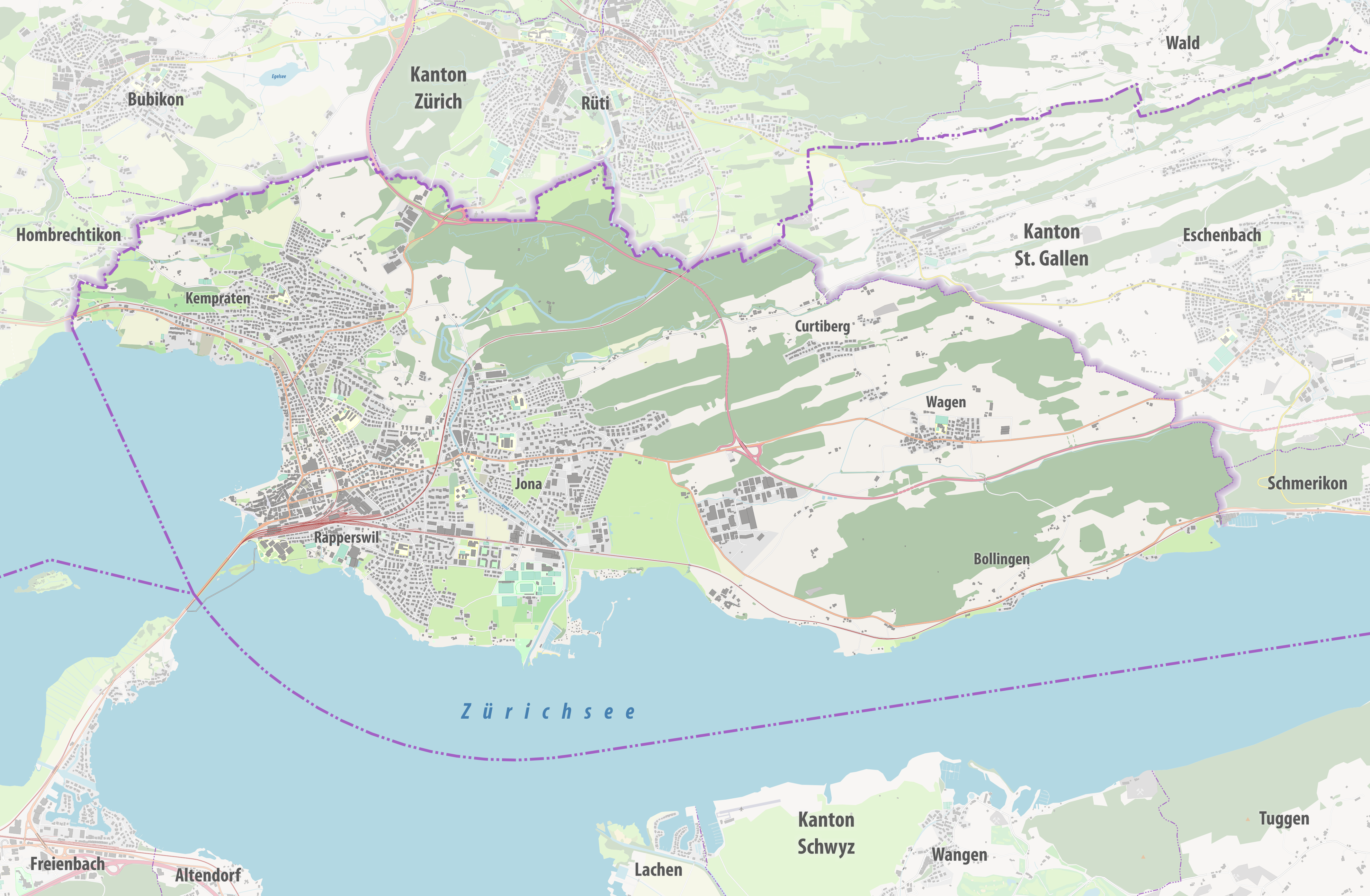
Il territorio di Rapperswil-Jona: Wagen si trova nella parte nordorientale del comune

Fino al 2006 ha fatto parte del comune di Jona, il quale nel 2007 è stato accorpato all'altro comune soppresso di Rapperswil per formare il nuovo comune di Rapperswil-Jona.

## Monumenti e luoghi d'interesse
- Cappella cattolica di San Vendelino, attestata dall'870[2];
- Rovine romane[1].

## Infrastrutture e trasporti
Wagen è attraversato dalla strada principale 8.